# Ousmane Ndoye
Ousmane Ndoye est le maire de Gueule Tapée-Fass-Colobane, commune du Sénégal.

## Biographie
Ousmane est diplômé de comptabilité à l'université de Dakar , après des études primaires à Colobane et secondaires au lycée. Ousmane est aussi technicien de commercialisation marketing. Il obtient un emploi en tant que commercial à la SSEPC (Société sénégalaise d’engrais et de produits chimiques). Il fonde MATRAC, une entreprise qui vend du matériel de sécurité.
Pour son entrée en politique lors des élections locales de 2009, Ousmane fonde le mouvement citoyen « ⁣Soukhali Gokh Bi⁣ » en 2009qui devient plus tard «soukhali ndakarou».
Il bat Pape Diop et Mansour Sy Jamil aux élections du 29 juin 2014.